# Barrage Bargi
Le Barrage Bargi est un barrage hydroélectrique construit sur le cours de la Narmada, dans l'État du Madhya Pradesh en Inde.

## Source de la traduction
- (en) Cet article est partiellement ou en totalité issu de l’article de Wikipédia en anglais intitulé « Bargi Dam » (voir la liste des auteurs).